# 大西麻惠
大西麻惠（1983年11月16日—），日本女演員。生於日本京都府城陽市，畢業於日本京都府立城陽高等學校。

## 電視劇
- 2005 - 一公升的眼淚 飾 及川明日美
- 2006 - 《戀愛維他命》飾 屋の主人
- 2006 - 《地獄少女》(客串)
- 2006 - 《帽子》 飾 竹本晴子

## 電影
- 2005 - 《一公升的眼淚》 飾 木藤亞也
- 2006 - 《現在只想愛你》 飾 矢口由香